# Southern Cross (Schiff, 1955)
Die Southern Cross war ein 1955 in Dienst gestelltes Passagierschiff der britischen Shaw, Savill & Albion Steamship Company, das bis 1971 für die Reederei im Liniendienst nach Südafrika in Fahrt blieb. In seiner weiteren, insgesamt 48 Jahre andauernden Dienstzeit wechselte das 1973 für Kreuzfahrten umgebaute Schiff mehrfach seinen Namen und Besitzer. Zuletzt war es als OceanBreeze zwischen Florida und den Bahamas im Einsatz, ehe es im Juni 2003 ausgemustert und in Bangladesch abgewrackt wurde.
Die Southern Cross war bei ihrer Indienststellung das größte Schiff der Shaw, Savill & Albion Steamship Company. Wegen ihrer ungewöhnlichen Konstruktion und ihrer im Heckbereich untergebrachten Maschinenanlage galt sie als Innovation und Vorreiter für moderne Passagierschiffe.

## Geschichte

### Planung und Bau

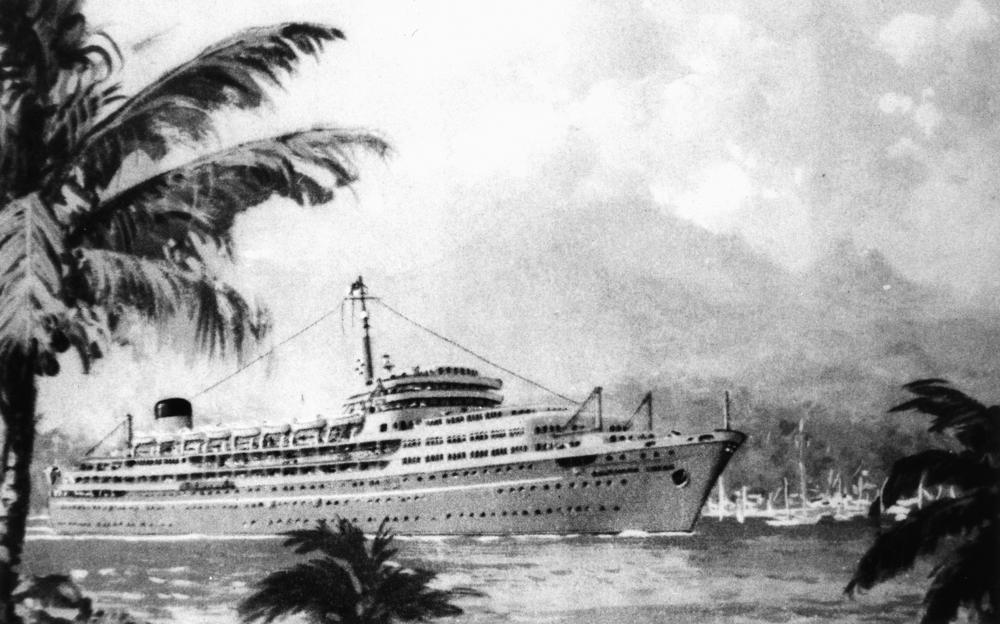
Illustration der Southern Cross

Die Shaw, Savill & Albion Steamship Company war Anfang der 1950er eine der größten Reedereien Großbritanniens, als ihr Vorsitzender Basil Sanderson einen Neubau mit möglichst großen Deckflächen und Laderäumen vorstellte. Das damals noch namenlose Schiff fiel vor allem durch sein ungewöhnliches Aussehen auf. Die Brücke befand sich fast in Schiffsmitte, während der Schornstein im Heckbereich angebracht werden sollte. Nach anfänglicher Zweifel gegenüber der Konstruktion beschloss die Reederei am 16. Juni 1952 den Bau von Ship 1498. Die Kosten dafür waren mit 3,54 Millionen Pfund angelegt.
Der Neubau entstand unter der Werftnummer 1498 bei Harland & Wolff in Belfast gebaut und am 17. August 1954 vom Stapel gelassen. Taufpatin der Southern Cross war Königin Elisabeth II., die außerdem den Namen des Schiffes von einer Liste an Vorschlägen auswählen durfte. Die Southern Cross war das erste Handelsschiff, das von einem regierenden Monarchen getauft wurde. Sie setzte in ihrer Konstruktionsweise neue Maßstäbe. Besonders hervorzuheben ist die im Heck befindliche Maschinenanlage, die dem Schiff sein ungewöhnliches Aussehen gab. Diese Konstruktionsweise wurde von Schiffsingenieuren der damaligen Zeit wegen möglicher Stabilitätsprobleme kritisiert, die sich jedoch als unbegründet erwiesen.

### Dienstzeit

#### Southern Cross

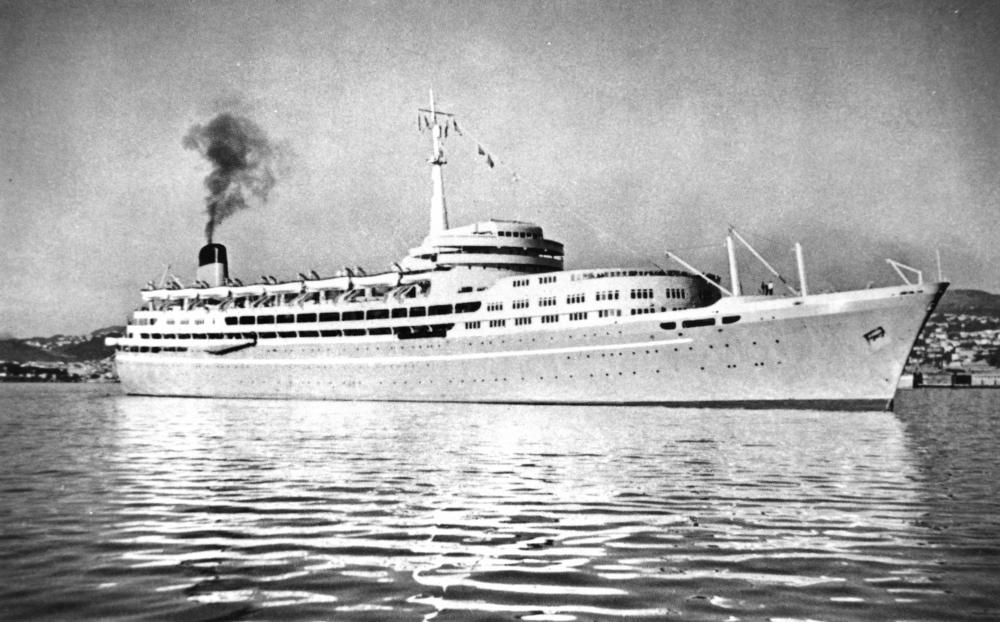
Die Southern Cross

Im Februar 1955 wurde die  Southern Cross an die Shaw, Savill & Albion Steamship Company übergeben und im März 1955 auf der Strecke von Southampton nach Kapstadt in Dienst gestellt.
1962 wurde mit der Northern Star eine modernisierte und leicht vergrößerte Version der Southern Cross in Dienst gestellt. Trotz seiner moderneren Bauweise wurde das Schiff nach seiner Ausmusterung 1975 nicht weiterverkauft, sondern stattdessen nach nur 13 Dienstjahren abgewrackt.
Nachdem Anfang der 1970er-Jahre der Liniendienst nach Südafrika unwirtschaftlich wurde wechselte die Southern Cross im Juni 1971 ins Kreuzfahrtgeschäft und wurde für Reisen ab Southampton und Liverpool ins Mittelmeer eingesetzt. Ab November 1971 war das Schiff jedoch wieder aufgelegt, da es für diese Aufgabe als nicht geeignet angesehen wurde.

#### Calypso/Calypso I
Nach über einem Jahr Aufliegezeit wurde die Southern Cross im Januar 1973 an die griechische Ulysses Lines verkauft und in Calypso umbenannt. Das Schiff wurde nach Piräus geschleppt und dort zu einem Kreuzfahrtschiff umgebaut. Dabei wurde die Innenausstattung der Calypso komplett erneuert und das Schwimmbad des Schiffes in eine Disco umgewandelt. Die Anzahl der Passagiere wurde auf 1000 reduziert.
Im März 1975 wurde die Calypso für die Ulysses Lines in Dienst gestellt und für Mittelmeerkreuzfahrten ab Piräus eingesetzt. Nach einigen Monaten wurde das Schiff an den britischen Kreuzfahrtanbieter Thomson Cruises verchartert und für Kreuzfahrten ab Tilbury und Southampton eingesetzt. 1976 kehrte die Calypso in den Dienst für die Ulysses Lines zurück. Ab 1978 wurde das Schiff außerdem für Kreuzfahrten nach Südamerika und New York sowie zu den Bermudas eingesetzt.
1980 wurde die Calypso in Calypso I umbenannt und fortan für Kreuzfahrten von Los Angeles nach Alaska eingesetzt, ehe sie 1981 ausgemustert und zum Verkauf ausgeschrieben wurde.

#### Azure Seas

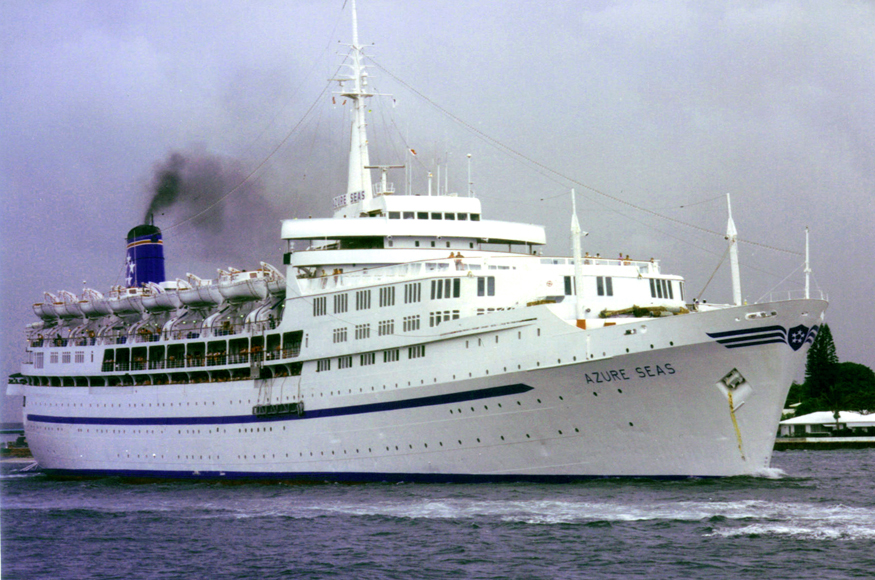
Die Azure Seas in Port Everglades, Dezember 1981

Neuer Eigner wurde die US-amerikanische Western Cruise Lines. Das nun in Azure Seas umbenannte Schiff wurde abermals modernisiert und mit einem Casino im Bugbereich ausgestattet. Das Schiff war nun für bis zu 821 Passagiere ausgelegt. Die Azure Seas wurde anschließend für 4 Nächte-Kreuzfahrten nach Ensenada und Santa Catalina Island eingesetzt, die schnell äußerst populär wurden.
1986 schloss sich die Western Cruise Lines mit anderen Reedereien zusammen, um Admiral Cruises zu gründen. Die Azure Seas wurde das einzige Schiff der neuen Reederei, befuhr jedoch weiterhin seine alten Routen. Nach einer weiteren Modernisierung blieb das Schiff bis 1991 in Los Angeles stationiert und wurde anschließend für Kurzkreuzfahrten zu den Bahamas nach Fort Lauderdale verlegt. Noch im selben Jahr wurde Admiral Cruises jedoch von Royal Caribbean International übernommen, die wenig Interesse an einem Weiterbetrieb der Azure Seas hatten. Das Schiff wurde deshalb an die Dolphin Cruise Line verkauft und in OceanBreeze umbenannt.

#### OceanBreeze

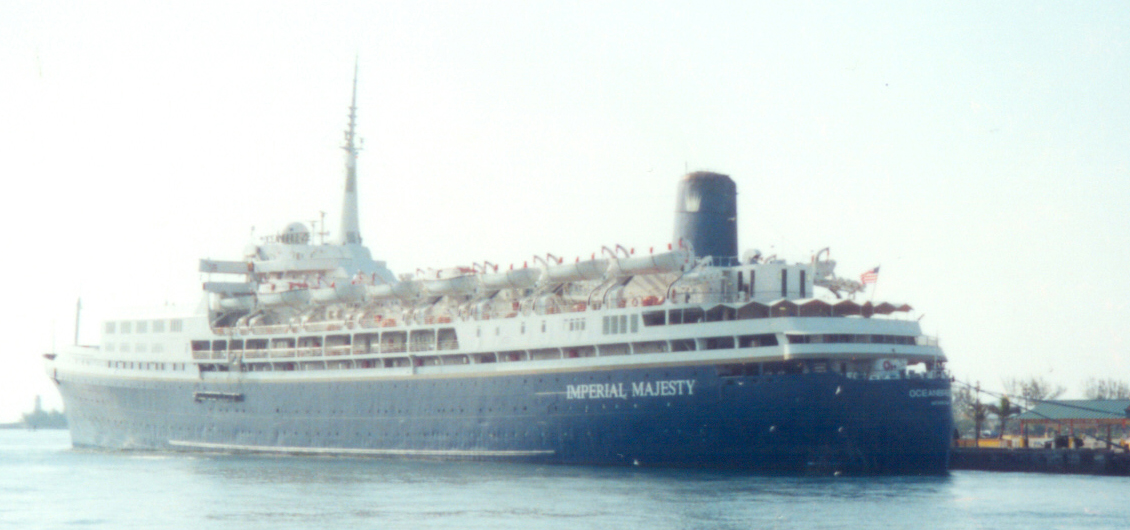
Die OceanBreeze in Nassau, August 2000

Die OceanBreeze wurde für siebentägige Kreuzfahrten nach Aruba eingesetzt, ehe sie ab 1996 zwischen New York und Florida im Einsatz war. 1997 fusionierte die Dolphin Cruise Line mit anderen Kreuzfahrtanbietern zur Premier Cruise Line, was sich jedoch nicht auf die Routenplanung des Schiffes auswirkte.
1999 wurde die OceanBreeze an Imperial Majesty Cruise Line verchartert, die es für dreitägige Kurzreisen von Fort Lauderdale nach Nassau einsetzten. Nachdem sich dieser Dienst als profitabel erwiesen hatte, kaufte die Reederei das Schiff im Frühjahr 2000. Nach weiteren drei Jahren im Dienst wurde das veraltete Schiff jedoch im Juni 2003 nach 48 Dienstjahren ausgemustert und durch die etwas größere, jedoch zwei Jahre ältere Regal Empress ersetzt.
Da die OceanBreeze eines der letzten existierenden britischen Linienpassagierschiffe der Nachkriegszeit war, gab es mehrere Versuche, sie als Museums- und Hotelschiff zu erhalten. Diese Pläne scheiterten jedoch. Am 5. November 2003 traf das Schiff in Chittagong (Bangladesch) ein, wo es in den folgenden Monaten abgewrackt wurde.